# Radio in het Esperanto
Al decennialang worden er radio-uitzendingen verzorgd in het Esperanto. Vooral de Poolse, de Chinese en de Cubaanse radio waren populair. Sinds deze stations ook uitzenden via internet zijn dure internationale radio-ontvangers niet meer nodig. Het internet biedt enkele belangrijke bijkomende voordelen: men kan de uitzendingen beluisteren wanneer men wil, en naast radio-programma's bieden de websites van de radiostations ook info over het land, over de Esperantobeweging en andere zaken.
Een uitzendschema met frequenties (in kHz) in Europa kan gevonden worden op de webpagina's van de internationale Esperanto-radiovereniging AERA.

## Radio Arkivo
Radio Arkivo is een website die via een archief een overzicht biedt van alle radiozenders die in het Esperanto uitzenden. De geluidsdossiers worden ter beschikking gesteld in MP3-formaat. De programma's zijn ofwel in het Esperanto ofwel over deze taal. Naast het handige overzicht is de website een goede oplossing voor die radiostations die geen eigen archief van hun uitzendingen aanbieden.

## Geschiedenis van radio in het Esperanto
De eerste uitzendingen dateren van het jaar 1922. De eerste pogingen vonden plaats in Newark (Verenigde Staten) en in Londen. Tijdens de eerste jaren vonden meerdere uitzendingen plaats: in 1923 in Moskou, in Montreal en in Rio de Janeiro; in 1924 in Praag, Genève, Helsinki en Parijs.
In 1924 werd de Internationale Radio-Vereniging opgericht. Deze gaf onder andere het tijdschrift Internationaal Radio-tijdschrift uit.
In 1933 zonden 83 stations uit 14 landen in totaal 1774 programma's in of over het Esperanto uit, waarvan 409 uren cursus.

## Esperanto-uitzendingen van de Poolse Radio
Radio Polonia – programma voor het buitenland – vormt een deel van de Poolse publieke radio. Het doel van de Poolse radio is te informeren over evenementen in Polen, over de Poolse buitenlandpolitiek, over economische onderwerpen, enzovoort. Radio Polonia bezorgt de luisteraars objectieve en onpartijdige informatie over Polen en het Poolse standpunt over evenementen in de regio en de wereld.
Radio Polonia verzorgt dagelijks een uitzending in het Esperanto. Ze geven op hun website ook wekelijks een overzicht van nieuws uit de Esperanto-beweging.

## Esperanto-uitzendingen van de Chinese Radio
De Chinese radio verzorgt uitzendingen in heel veel talen, waaronder het Esperanto. Ze informeren op deze manier over het Chinese standpunt over evenementen in China en de wereld. Op de portaal-website van de radio staan veel nieuwtjes over cultuur, politiek, economie, wetenschappen en sport.